# Nintendo 64
Nintendo 64 eller endast N64, arbetsnamn: Project Reality och Ultra 64, är det japanska företaget Nintendos tredje stationära spelkonsol. Maskinen lanserades i Japan 23 juni 1996, i Nordamerika den 29 september 1996 och i Europa den 1 mars 1997. Tillsammans med den europeiska lanseringen släpptes också tre spel: Super Mario 64, Pilotwings 64 och Star Wars: Shadows of the Empire.

## Lansering
Det var tänkt att konsolen skulle släppas i Japan i april 1996, men i stället flyttades Japanlanseringen till juni samma år, för att i september det året släppas i Nordamerika. På grund av leveransproblem och avsaknaden av slagkraftiga titlar sköts Europapremiären upp till 1 mars 1997, och därmed missade Europalanseringen julruschen.

## Nintendo 64 i Sverige
Nintendo 64 distribuerades i Sverige av Bergsala som varit generalagent för Nintendo sedan 1981. Konsolen sålde 192 951 exemplar i Sverige och var därmed mer populär än föregångaren Super Nintendo. Bergsala sägs också ha varit främst i världen på att sälja The Legend of Zelda: Ocarina of Time i förhållande antalet sålde konsoler. Något de åstadkom genom att satsa mycket på bioreklam och samarbeten med butiker som till exempel en stor banner för spelet som täckte hela Åhléns City-varuhuset i Stockholm.

## Mest sålda spel
|    | Spel                                 | Utvecklare                   | Utgivare | Utgivningsdatum   | Sålda exemplar |
| -- | ------------------------------------ | ---------------------------- | -------- | ----------------- | -------------- |
| 1  | Super Mario 64                       | Nintendo EAD                 | Nintendo | 23 juni 1996      | 11,910,000     |
| 2  | Mario Kart 64                        | Nintendo EAD                 | Nintendo | 14 december 1996  | 9,870,000      |
| 3  | GoldenEye 007                        | Rare                         | Nintendo | 25 augusti 1997   | 8,090,000      |
| 4  | The Legend of Zelda: Ocarina of TIme | Nintendo EAD                 | Nintendo | 21 november 1998  | 7,600,000      |
| 5  | Super Smash Bros.                    | HAL Laboratory               | Nintendo | 21 januari 1999   | 5,550,000      |
| 6  | Pokémon Stadium                      | Nintendo EAD                 | Nintendo | 30 april 1999     | 5,460,000      |
| 7  | Donkey Kong 64                       | Rare                         | Nintendo | 22 november 1999  | 5,270,000      |
| 8  | Diddy Kong Racing                    | Rare                         | Rare     | 14 november 1997  | 4,880,000      |
| 9  | Star Fox 64 (Lylat Wars i Sverige)   | Nintendo EAD                 | Nintendo | 27 april 1997     | 4,000,000      |
| 10 | Banjo-Kazooie                        | Rare                         | Nintendo | 29 juni 1998      | 3,650,000      |
| 11 | Pokémon Snap                         | HAL Laboratory Pax Softonica | Nintendo | 21 mars 1999      | 3,630,000      |
| 12 | The Legend of Zelda: Majora's Mask   | Nintendo EAD                 | Nintendo | 27 april 2000     | 3,360,000      |
| 13 | Star Wars Episode I: Racer           | LucasArts                    | Nintendo | 30 april 1999     | 3,100,000      |
| 14 | Wave Race 64                         | Nintendo EAD                 | Nintendo | 27 september 1996 | 2,940,000      |
| 15 | Yoshi's Story                        | Nintendo EAD                 | Nintendo | 21 december 1997  | 2,850,000      |
| 16 | Mario Party                          | Hudson Soft                  | Nintendo | 18 december 1998  | 2,700,000      |
| 17 | Star Wars: Shadows of the Empire     | LucasArts                    | Nintendo | 3 december 1996   | 2,600,000      |
| 18 | Pokémon Stadium 2                    | Nintendo EAD                 | Nintendo | 14 december 2000  | 2,540,000      |
| 19 | Perfect Dark                         | Rare                         | Rare     | 22 maj 2000       | 2,520,000      |
| 20 | Mario Party 2                        | Hudson Soft                  | Nintendo | 17 december 1999  | 2,480,000      |

## Handkontroller
Handkontrollen till Nintendo 64 hade en ny banbrytande finess: styrspaken var analog istället för de tidigare digitala. Detta innebär att spelaren enbart genom att trycka olika hårt på styrspaken kan få spelfiguren att alltifrån smyga på tå till att springa. Den nya analoga styrspaken blev en sådan framgång att både Sony och Sega kopierade styrsättet till Playstation respektive Sega Saturn och alla stationära spelkonsoler på marknaden har sedan Nintendo 64 haft minst en analog spak på sin kontroll. Med hjälp av tillbehöret Rumble Pak kan spelaren dessutom få handkontrollen att skaka, exempelvis vid explosioner. Även detta kopierades av konkurrenterna; Sony gjorde sin DualShock till Playstation och Sega lanserade ett vibrerande kort att stoppa in i handkontrollen till Dreamcast. Ett annat tillbehör till handkontrollen är Controller Pak, som kan användas för att spara data på.

## Färger
Den första versionen var mörkgrå till färgen, sedan släpptes transparenta konsoler och kontroller i färgerna orange, grön, grå, röd, blå, lila och guld. Det finns även en version som pryds av Pikachu (en Pokémon) på ovansidan, samt en guldfärgad enhet som har The Legend of Zelda som förebild.

## Tekniska specifikationer
- Processor: 93,75 MHz MIPS R4300i 64 bits RISC-CPU
  - L1 cache: 24 KB
  - Tillverkad av NEC
- Internminne: 4 MB Rambus RDRAM (kan uppgraderas till 8 MB med tillbehöret Expansion Pak)
- Grafikprocessor: SGI 62,5 MHz RCP ("Reality Co-Processor") innehåller två sub-processorer:
  - RSP ("Reality Signal Processor") kontrollerar 3D-grafik och ljudfunktioner
  - RDP ("Reality Drawing Processor") hanterar alla pixelritningsoperationer i hårdvara, såsom:
    - Z-buffering
    - Kantutjämning
- Upplösning: 256 × 224 till 640 × 480 pixlar.
- Färgpalett: 16,7 miljoner färger varav 32768 kan visas samtidigt.
  - Videosignal: RF, Kompositvideo och S-Video

## Konverteringsproblem
Nintendo 64:an var en av de konsoler som fick många dåliga PAL-konverteringar. Det förekom till exempel svarta kanter och för låg hastighet i Super Mario 64 och mindre hastighetsproblem i The Legend of Zelda: Ocarina of Time. Dessa problem återskapas även i Virtual Console på Wii varför vissa har valt att köpa NTSC-versionen istället.

## Se även

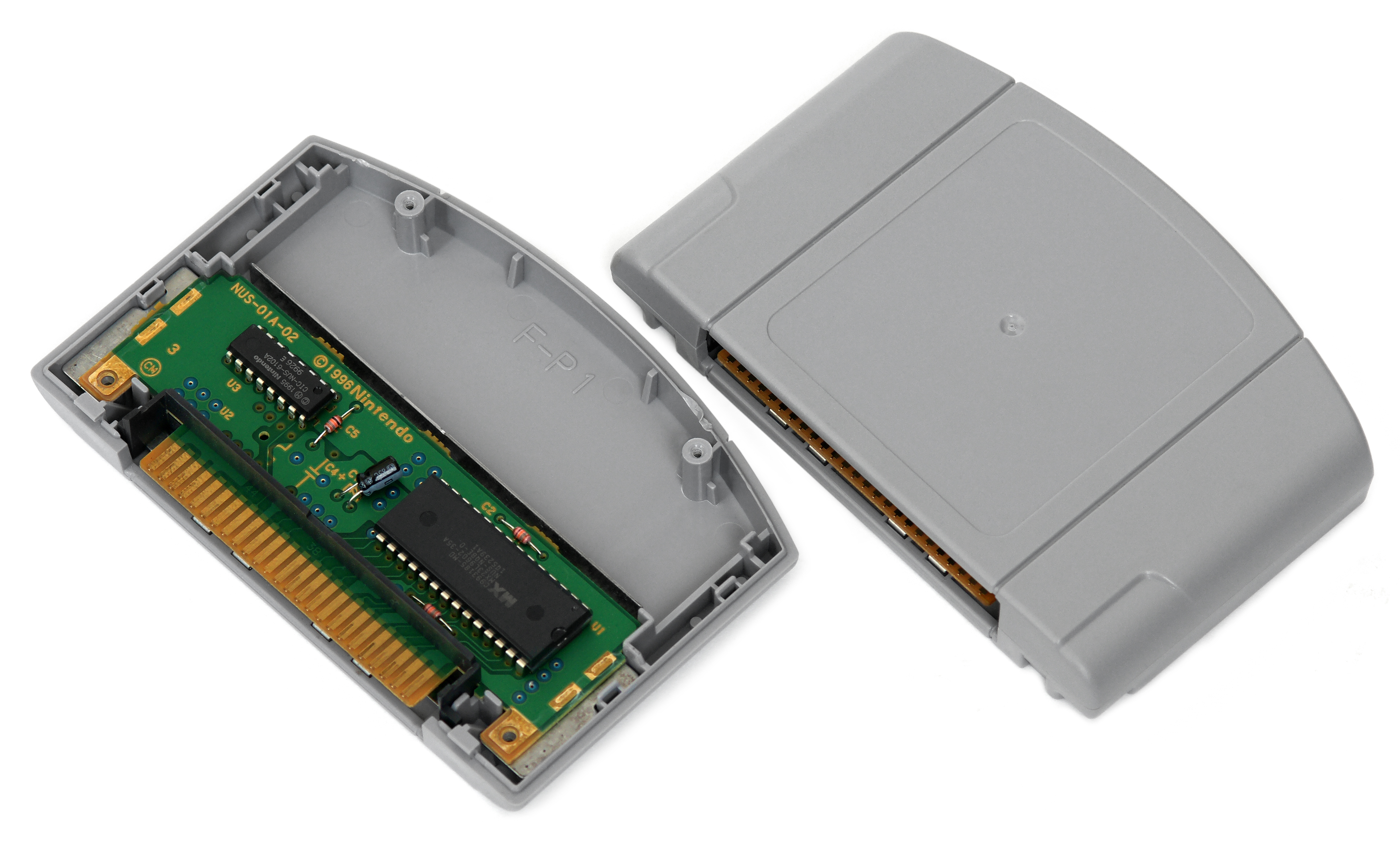
Öppnad och oöppnad spelkassett